# William James Sidis
Pour les articles homonymes, voir Sidis.
William James Sidis, né le 1er avril 1898 à New York et mort le 17 juillet 1944 à Boston, est un enfant prodige américain.
Exceptionnellement doué pour les mathématiques et les langues, il fut d'abord renommé pour sa précocité intellectuelle puis pour son excentricité. Il abandonna entièrement les mathématiques au milieu de sa vie.

## Biographie

### Famille
William James Sidis naît de parents juifs émigrants de l'Empire russe, actuellement Ukraine. Son père, Boris Sidis, avait émigré en 1887 pour échapper à la persécution politique. Boris obtient son diplôme à l'université Harvard, et y enseigne la psychologie. Il est aussi psychiatre, publie de nombreux livres et articles, ouvrant la voie à la psychopathologie.
Sa mère Sarah Mandelbaum et sa famille ont fui les pogroms de 1889. Sarah fréquente l'université de Boston, elle est diplômée de l'école de médecine en 1897.
On donne à William le prénom de son parrain, ami et collègue de Boris, le psychologue William James.

### Éducation
Boris est polyglotte et son fils William va aussi l’être très jeune. Le père, avec l'aide de nombreuses personnes, utilise sa «méthode d'éducation» pour son fils. Pour lui, l'école des masses n'est pas adaptée aux enfants. Il préconise l'éveil très précoce par la stimulation de la curiosité naturelle de l'enfant et l'interaction avec des adultes bien formés. Boris Sidis considère qu'à 10 ans un enfant peut acquérir les mêmes connaissances qu'un élève venant de terminer le lycée. Il permet à son fils, encore très jeune, de venir suivre des cours à Harvard où il est professeur.
William James Sidis marche à 1 an et demi, lit le New York Times et étudie le latin  dès l'âge de 4 ans, et peut lire Homère dans le texte à l'âge de 5 ans.
Ses premières années à l'école primaire sont un calvaire. Enfant surdoué au
point qu’un QI évalué entre 250 et 300 lui ait été attribué,, il manifeste peu de capacités et d'appétences sociales, et ses seules tentatives d'interaction avec ses camarades consistent à tenter de les instruire des orbites planétaires ou des différentes phases lunaires, ce qui provoque son rejet. Il fréquente le lycée les quelque six semaines qui lui sont nécessaires pour faire le tour du programme, et son père l'en retire après qu'il a réagi vigoureusement à la lecture de certains passages de la Bible. Boris fustige les autorités scolaires qui pratiquent, à ses yeux le bourrage de crâne, et dénonce l’apprentissage par cœur qui, selon lui, favorise la dégénérescence nerveuse et la dépression.
À l'âge de 8 ans, William parle avec facilité huit langues : le français, l'allemand, le russe, le grec, ainsi que le latin, l'hébreu, l'arménien et le turc. À 7 ans, il réussit un examen d'anatomie.
Il invente un langage, le Vendergood, qu'il présente dans son premier livre The Book of Vendergood, dont tous les exemplaires sont perdus. Il en subsiste néanmoins cinq phrases et un système de numération.

### Harvard
À l'âge de 8 ans, il réussit l'examen d'entrée à Harvard, mais son jeune âge lui en interdit l'entrée. Il intègre Harvard à 11 ans, et en est diplômé avec mention en 1914, à l'âge de 15 ans.
Une fois entré à Harvard, il continue de faire l'objet d'un certain ostracisme ; toujours aussi peu doué pour les relations sociales, il est perçu, au mieux, comme un excentrique, au pire comme un phénomène de foire (freak).
Boris Sidis considère que son fils est un exemple du succès de sa méthode. Il écrit : « À l'âge de 12 ans, l'enfant avait une assez bonne compréhension de la philologie comparée et de la mythologie. Il était bien versé dans la logique, l'histoire ancienne, l'histoire américaine, et avait une vision générale de notre politique et une connaissance précise de notre Constitution. Dans le même temps, il était d'une disposition extrêmement heureuse, débordant d'humour et de joie de vivre. ». L'éducation des deux parents vise plus à mettre en avant les dons exceptionnels de William qu'à lui donner un cadre émotionnel sécurisant.
En revanche, William Sidis présente des retards notables pour les gestes de base tels que nouer ses lacets ou s'habiller correctement ; en outre, il n'a jamais pratiqué aucun sport.

### Vie adulte
Sa vie après Harvard est constituée d'une série d'incidents malheureux. Il abandonne les mathématiques pour s'orienter vers des études de droit qu'il abandonne à leur tour. Il décide alors d'enseigner, mais est humilié par ses élèves qui se moquent de ses maladresses et de ses difficultés à communiquer. Il quitte alors Harvard et s'engage ensuite dans des petits métiers d'employé peu qualifié, tout en cachant ses compétences à ses employeurs. Mal à l'aise en société, l'un de ses rares plaisirs est d'être seul pour réfléchir à des questions abstraites, bien qu'il ait totalement rejeté le monde universitaire et les mathématiques.
Son amour (à sens unique) pour la militante Martha Foley a contribué au portrait dramatique que l'on se fait de l'homme aujourd'hui. Durant cette période, on le retrouve aux côtés des militants socialistes/communistes américains lors de manifestations contre la guerre et en soutien au gouvernement bolchévique russe qu'il défendra même devant les juges lors de son arrestation et procès pour participation à des manifestations interdites contre la guerre et lors du premier mai.
Retranscription/traduction de son procès :

« Juge : "Êtes-vous socialiste ?"
Sidis : "Oui."
J : "Croyez vous en la forme soviétique de gouvernement ?"
S : "Oui."
J : "Pouvez-vous nous dire brièvement ce qu'est la forme de gouvernement soviétique ?"
S :  "Brièvement, ce sera assez difficile à expliquer."
Avocat : "Pourriez vous donner à Son Honneur une description en 100 mots ?"
Sidis :  "La forme de gouvernement soviétique est la forme qui s'est développée durant la Révolution actuelle en Russie. Le mot soviet est le mot russe pour conseil. Le principe général est que ceux qui font un travail socialement utile contrôlent le gouvernement et les industries du pays comme les fonctionnaires du gouvernement le font généralement. Le principe fondamental est que tout le monde est censé travailler".
[...]
J : "Comprenez vous qu'ils ont l'intention de prendre le pouvoir par le biais des industries dans lesquelles ils travaillent ?"
S :  "C'est ce que je comprends."
J : "Par la force si nécessaire ?"
S : "Je comprends que tout gouvernement implique un certain pouvoir de suppression de l'opposition."
J :  "Cela ne répond pas à la question. Vous avez dit que le peuple voulait contrôler les industries du pays. Je veux savoir si vous préconisez le contrôle des industries du pays par la force ou l'utilisation du bulletin de vote ?"
S:  "Je n'admets le recours à la force qu'en cas de nécessité et je me base sur une comparaison avec la Déclaration d'indépendance du gouvernement des États-Unis, qui stipule clairement que le peuple ne sera gouverné qu'avec le consentement des gouvernés".
J : "Qui décide ? La majorité ou la minorité ?
S :  "La majorité.
Fin de la retranscription »

À 24 ans, il écrit un traité sur l'antimatière, à 27 ans un traité de cosmologie prédisant les trous noirs (en avance de 14 ans sur Robert Oppenheimer et son étudiant Hartland Snyder qui ont publié On Continued Gravitational Contraction — De la contraction gravitationnelle continue — en juillet 1939),.
Encensé par la presse durant son enfance, il fait par la suite l'objet de railleries et d'humiliations, on lui reproche d'avoir gâché son génie précoce. En 1937, il poursuit le New Yorker pour diffamation et intrusion dans sa vie privée après que le journal a publié un article intitulé April fool très cruel à son encontre. Il perd son procès, le juge considérant qu'il est un personnage public et qu'il existe dès lors un droit à l'information primant sur la défense de la vie privée.
Il meurt en 1944, d'hémorragie intra-cérébrale comme son père vingt et un ans auparavant, en 1923.
Pour certains auteurs, il présentait les symptômes du syndrome d'Asperger,.

## Œuvres
- Book of Vendergood
- The Animate and the Inanimate (1925)
- Notes on the Collection of Transfers
- The Tribes and the States